# 絲短稚鱈
絲短稚鱈，為輻鰭魚綱鱈形目稚鱈科的其中一種，分布於東南太平洋加拉巴哥群島海域，為深海底棲性魚類，深度606-705公尺，棲息在底層水域，生活習性不明。

## 扩展阅读
維基物種上的相關：絲短稚鱈